# Tony Blair
Anthony Charles Lynton Blair (sinh ngày 6 tháng 5 năm 1953) là Thủ tướng Vương quốc Liên hiệp Anh và Bắc Ireland từ ngày 2 tháng 5 năm 1997 tới ngày 27 tháng 6 năm 2007 và là lãnh đạo Công Đảng Anh từ ngày 21 tháng 7 năm 1997 đến năm ngày 2 tháng 5 năm 2007. Ông cũng đã từng đảm nhiệm vị trí Bộ trưởng Ngân khố và Bộ trưởng Dân chính của Vương quốc Liên hiệp Anh và Bắc Ireland.
Tony Blair trở thành chủ tịch Đảng Lao động từ tháng 7 năm 1994 sau khi người tiền nhiệm John Smith qua đời vào tháng 5 năm đó. Ông trở thành thủ tướng Anh sau khi đảng Lao động thắng lớn trong cuộc tổng tuyển cử năm 1997, thay thủ tướng John Major và kết thúc giai đoạn 18 năm cầm quyền của đảng Bảo thủ. Cho đến nay ông là thủ tướng lâu năm nhất của đảng Lao động và là người duy nhất dẫn dắt đảng này chiến thắng ba cuộc tổng tuyển cử kề nhau. Ông từ chức vào ngày 27 tháng 6 năm 2007 và người kế nhiệm ông là Gordon Brown.
Ông từng là bạn học chung với diễn viên nổi tiếng người Anh Rowan Atkinson.

## Tác phẩm
- Socialism (1994)
- What Price a Safe Society? (1994)
- Let Us Face the Future (1995)
- New Britain: My Vision of a Young Country (1997)
- Leading the Way: New Vision for Local Government (1998)
- The Third Way: New Politics for the New Century (1998)
- Superpower: Not Superstate? (2000)
- The Courage of Our Convictions (2002)
- A Journey (Hành trình chính trị của tôi, 2010), tự truyện